# FF Franken Fernsehen
FF Franken Fernsehen war ein privater lokaler Fernsehsender in Erlangen. Sein Sendegebiet war die Metropolregion Nürnberg. Betrieben wurde er von 1991 bis 2002 von der Franken Funk- und Fernsehen GmbH unter Verantwortung des Investors und Geschäftsführers Dietmar Straube, der 1969 den medizinischen Verlag Perimed und 1981 das Medienunternehmen als Produktionsbetrieb u. a. für wissenschaftliche und medizinische Vorproduktionen gründete. Franken Fernsehen sendete ausschließlich lokal produzierte Beiträge über ein lokales Programmfenster bei RTL und später ein erweitertes Programmangebot mit regionalem Bezug über eine eigene Vollfrequenz. Das Programm der eigenen Vollfrequenz beinhaltete ebenfalls regionale Nachrichten mit Regionalfenstern für Fürth, Erlangen und Nürnberg sowie eigenproduzierte Spielshows und Magazine mit Lokalbezug. Beide Sendewege wurden im analogen terrestrischen Fernsehen (RTL-Fenster K 36 bzw. K 23 im PAL-Standard) und im analogen Kabelfernsehen realisiert und später schrittweise vom heutigen Franken Fernsehen übernommen.
Verantwortlicher Investor war Dietmar Straube, der mit der „Drehscheibe Franken“, die als „Deutschlands erfolgreichster lokaler Fernsehsender“ beworben wurde, Lokalfernsehen in Franken veranstaltete und auch in andere Regionen Deutschlands expandieren wollte. „Drehscheibe“-Sendungen gab es seit 1989 in Niederbayern, sowie später in Dresden, Leipzig und Chemnitz.

## Geschichte
Am 21. September 1988 waren in Nürnberg zunächst zwei Sender (RTL und Sat.1) über den Fernmeldeturm in Betrieb gegangen, zunächst jedoch mit einer Sendelücke (Testbild) zwischen 15:00 Uhr und 18:00 Uhr, die für regionale Spartenanbieter vorgesehen waren. Erst mit Verzögerung kam später ein endgültiges Konzept der Bayerischen Landeszentrale für neue Medien für die regionale Fernsehversorgung zustande. Zunächst startete am 2. November 1990 übergangsweise auf beiden Lokalfenstern das halbstündige Magazin Bayern Aktuell, das auf Sat.1 später von SAT.1 Bayern ersetzt wurde.
Straube bewarb sich um das lokale Programmfenster bei RTL und erhielt 1991 den Zuschlag für das RTL-Lokalfenster. Er errichtete für seine Produktionsfirma Franken Funk und Fernsehen GmbH ein neues Büro- und Studiogebäude und stellte ein Team für eine 30-minütige Sendung zusammen, die ab Juli 1992 als „Drehscheibe Franken“ zwischen 18:00 Uhr und 18:30 ausgestrahlt wurde. Im Februar 1994 erhielt der Sender zusätzlich eine eigene Vollfrequenz. Straube gründete hierfür zusammen mit dem Geschäftsführer der Nürnberger Textilkaufhaus-Kette Wöhrl, Hans Rudolf Wöhrl, unter dem Dach der Gesellschaft Neue Medien Franken den Sender Franken-Fernsehen. Die „Drehscheibe“ wurde zur vorabendlichen Hauptsendezeit auf beiden Sendeplätzen parallel ausgestrahlt, die Spätausgabe und die übrigen Sendungen zusammen mit dem Texttafelprogramm „Franken Zeitung“ auf der eigenen Vollfrequenz. Moderatoren wechselten teilweise von den örtlichen privaten Hörfunksendern, wie z. B. die erste Moderatorin der „Drehscheibe“ Bianca Bauer-Stadler (von Radio Charivari) oder der fränkische Kabarettist und Liedermacher Herbert Beck (von Charivari, zuvor Radio F), der eine Talksendung moderierte.
Straube plante zu dieser Zeit ein dichtes Netz von Lokalfernsehstationen als „dritte Kraft in der Nische“ neben den Medienriesen Bertelsmann und Kirch. Da die Kosten dafür unerwartet hoch gewesen seien, versuchte er, mit „rabiaten Mitteln“ Kostensenkungen durchzusetzen und verheimlichte den Medienbehörden gegenüber die Abhängigkeit von der amerikanischen Investorengruppe Central European Development Corporation (CEDC), die zwischenzeitlich mit acht Millionen Mark Kapital beteiligt war. Als im Januar 1995 der Spiegel davon berichtete, wollte sich Staube zu den Vorwürfen nicht äußern und sprach von einer „Kampagne … im Interesse Dritter“, doch das Vertrauen bei RTL, VOX und den Medienbehörden war zerstört. Es drohte das erste Lizenzentzugsverfahren im deutschen Privatfernsehen.
Stattdessen kam es anders: Die Lizenz für das lokale RTL-Sendefenster, das die „Drehscheibe Franken“ parallel zu Franken Fernsehen ausstrahlte und getrennt lizenziert war, wurde gegen Ende des regulären Genehmigungszeitraums 1995 nicht verlängert und ging an einen neuen Investor. Ab Sendestart 1. November 1995 war Franken Live in der wichtigen Hauptsendezeit zwischen 18:00 und 18:30 Uhr der direkte Konkurrenzsender. Er produzierte werktäglich eine 30-minütige regionale Nachrichtensendung, die zwischen 18 Uhr und 18:30 Uhr auf der Frequenz von RTL ausgestrahlt wurde. Die ältere Drehscheibe zur selben Uhrzeit verlor damit den attraktiveren Sendeplatz. Sie konnte sich nach einem hohen Zuschauerschwund zwar in den Folgejahren konsolidieren, lag aber 1999 bei nur noch 4 Prozent (statt zuvor 12 Prozent 1995) Marktanteil gegenüber Franken Live mit 11,9 Prozent zur selben Sendezeit. Die Spätausgabe, die parallel zur Rundschau ausgestrahlt wurde, konnte jedoch mit dem Bayerischen Rundfunk in etwa gleichziehen.
1997 zog sich die amerikanische Investorengruppe von ihrem Engagement bei Straube zurück. Straube konnte 1998 fast schuldenfrei mit Franken Fernsehen neu starten. Zunächst übernahm er Programmteile des damaligen täglichen Programmpools RTL City-TV der als Netzwerksender Programminhalte über Satellit an sechs Lokalprogramme bundesweit zur freien Integration in das eigene Programm verteilte. Doch das neue Programm konnte sich nicht dauerhaft gegen das Konkurrenzprogramm auf dem RTL-Fensterprogramm durchsetzen.  Nach der Insolvenz des damaligen Veranstalters Franken Funk und Fernsehen stellte der Sender Ende 2002 den Betrieb ein. RTL Franken Life bekam nun auch die Sendelizenz für die Vollfrequenz des ehemaligen Konkurrenten und später auch die Namensrechte für die Umbenennung in Franken Fernsehen.
Im Juni 2005 wurde FF Franken Funk und Fernsehen in Erlangen aufgelöst. Als letztes wechselte im März 2018 auch die ehemalige Internetadresse Frankenfernsehen.de von Straubes medizinischem Fachverlag in die Hände der TVF Fernsehen in Franken Programmgesellschaft (Franken Fernsehen).

## Weitere Aktivitäten
Zusammen mit der Telemedia Franken Infowerbung (Oschmann-Gruppe) und weiteren Partnern wie u. a. Radio AREF („Christ aktuell“) wurde von November 1993 bis zur Insolvenz des Franken Fernsehens im Jahr 2000 im Nürnberger Kabelnetz der Informations- und Servicekanal (ISK, später Franken Info TV) als Texttafelkanal betrieben.
Franken Fernsehen strahlte bis zum Ende des Sendebetriebs einen Videotext aus („Franken Text“). Dazu kam mit der „Franken Zeitung“ eine eigenständige Bildschirmzeitung mit Text, Bildern und Bewegtbildern, die in den Programmpausen ausgestrahlt wurde.
Unter der Webadresse frankenonline.de stand seit etwa 1996 ein regionales Informationsportal im Internet zur Verfügung. Es bündelte alle Online-Aktivitäten der Mediengruppe Straubes und wurde in den folgenden Jahren zu einem umfassenden Nachrichten- und Serviceangebot mit regionalem Branchenverzeichnis ausgebaut. Die Onlinedienste sind bis Mite 2002 belegbar. Seit Juli 2012 gehört die Domain zu Straubes Fachverlag und wird nicht mehr aktiv genutzt.
Am 17. Januar 2001 startete Straubes Medienunternehmen in Erlangen mit Franken Funk einen regionalen Nachrichten-Hörfunksender über den digitalen Sendeweg DAB (Ensemble der Bayern Digital Radio vom Fernmeldeturm Nürnberg). Die BLM hatte den Sender im Mai 1999 genehmigt. Der Sender erreichte 0,4 Prozent Marktanteil („Hörer gestern“). Er war damit zwar im Vergleich der übrigen Sender des DAB-Bouquets überdurchschnittlich erfolgreich, im Vergleich zu UKW-Sendern jedoch auf das damals kaum genutzte Digitalradio beschränkt. Obwohl der Sender bis 2004 in den Datenbanken verzeichnet ist, dürfte der mangelnde Erfolg des Digitalradios bereits gegen Ende 2002 zur Einstellung des Programms geführt haben.